# Luigi Giuseppe Jacchia
Luigi Giuseppe Jacchia (Trieste, 4 giugno 1910 – Cambridge, nel Massachusetts, 8 maggio 1996) è stato un astronomo italiano naturalizzato statunitense.
Jacchia fu membro di numerose associazioni scientifiche professionali, tra le quali figurano l'Unione Astronomica Internazionale (Commissione 22 Meteore), l'American Astronomical Society (AAS), l'Associazione internazionale di geodesia e geofisica, il Comitato per la ricerca spaziale (COSPAR), l'International Association of Geomagnetism and Aeronomy.

## Biografia
Si laureò il 28 novembre 1932 all'Università di Bologna in fisica, con la tesi: Studio dell'effetto Debye nell'olio di ricino.
Studiò anche glottologia riuscendo ad imparare e parlare oltre dodici lingue.
Dal 1929 al 1931, quando era ancora studente universitario, si occupò di meteorologia presso l'Osservatorio astronomico di Bologna. Dopo la laurea, tra il 1933 ed il 1934 fu assistente presso lo stesso osservatorio, in tale periodo si occupò prevalentemente di stelle variabili. Nel 1939 a causa delle persecuzioni razziali lasciò l'Italia.
Nel 1939 cominciò a lavorare presso l'Harvard College Observatory, dove tornò dopo la parentesi della seconda guerra mondiale in cui mise a disposizione degli Alleati le sue conoscenze linguistiche.
In seguito dal 1956 al 1980 lavorò presso lo Smithsonian Astrophysical Observatory fino al 1980 quando andò in pensione. 
Durante tale periodo tra l'altro si occupò della pianificazione di ricerche per l'Anno geofisico internazionale (1957-58). Si occupò di studi dell'atmosfera, in tale ambito studiò l'orbita del satellite Explorer 8 per determinare le principali caratteristiche dell'alta atmosfera.
Fu testimone diretto del bolide del 10 agosto 1972.

## Pubblicazioni
Jacchia ha scritto oltre 200 articoli scientifici spaziando dalla fisica dell'atmosfera, alle comete e alle meteore e il libro The Story of Variable Stars assieme a Leon Campbell (1941). Tra i primi scritti sono da citare le Circolari scritte a partire dal 1931 per il Gruppo Astrofili "Bononia".

## Riconoscimenti
Nel 1980 ricevette la Medaglia Hodgkins. Gli è stato dedicato l'asteroide 2079 Jacchia.